# Leucopleura ciarana
Leucopleura ciarana är en fjärilsart som beskrevs av William Schaus 1924. Leucopleura ciarana ingår i släktet Leucopleura och familjen björnspinnare. Inga underarter finns listade i Catalogue of Life.